# Thisted FC 2
Thisted Fodbold Club 2 (eller Thisted FC 2, TFC 2) er et dansk fodboldhold beliggende i det nordjyske by Thisted, og spiller hjemmekampe på Lerpytter Anlæg. Holdet fungerer som andetholdet af Thisted FC’s seniorafdeling. Deres nuværende træner er Frederik Olsen.